# Iglesia de Nuestra Señora de los Desamparados (Lima)
La Iglesia de Nuestra Señora de los Desamparados y de San José conocida popularmente como Iglesia de los Desamparados. Fue un templo católico, ubicado en la cuadra 1 del jirón Áncash, que era conocida como Calle de Los Desamparados en honor a esta Iglesia
Fue fundada en Lima por el Virrey Pedro Antonio Fernández de Castro X Conde de Lemos en 1672 a instancias del sacerdote jesuita Francisco del Castillo, colocándose la primera piedra en 1669. Participó en su diseño y construcción el alarife peruano Manuel de Escobar. Contaba en su altar, entre otras imágenes (entre ellas, el Señor de la Agonía), con una réplica hecha en Perú de la valenciana Virgen de los Desamparados. Adyacente al templo quedaba una casa profesa de la Orden y un colegio de niños. Esta iglesia, ubicada atrás del Palacio de los Virreyes, fue demolida en 1939 para ampliar el jardín del Palacio de Gobierno pese a los reclamos del sacerdote e historiador Rubén Vargas Ugarte y otros conservacionistas del patrimonio arquitectónico de la época.

## Historia

### Ermita de Los Desamparados (1629-1669)
La devoción a la Virgen de los Desamparados llegó a Lima en la época de la colonia. En 1629, un valenciano, Bartolomé Calafe pidió al Cabildo de Lima que le concediera el terreno de la plazuela que estaba a la entrada del Puente de Piedra, (en lo que hoy es el jardín del Palacio de Gobierno), para construir una ermita a la Virgen de los Desamparados. Allí se levantó una capilla muy pobre en la cual había un altar al fondo, unas gradas de adobe y un cuadro de la Virgen de los Desamparados. En 1636, se organiza en este lugar, tal como se hizo en Valencia, una cofradía destinada a enterrar a los muertos ajusticiados.
Muerto Bartolomé Calafe en 1653, su hija Úrsula cedió el dominio de la capilla a la Compañía de Jesús. En 1658, el Padre Francisco del Castillo, jesuita limeño, tomó posesión de la Capilla y comenzó la construcción de una iglesia. El Padre Del Castillo tuvo la idea de cambiar el cuadro de Nuestra Señora de los Desamparados por una imagen de bulto. Es así que, al ver en el oratorio de doña Ursula Calafe una imagen de la Virgen del Pilar le pareció que ésta podía ser adaptada a nueva advocación, para lo cual la llevó al escultor Tomás de la Parra, quien hizo la adaptación "con tanta perfección y hermosura que parecía que los ángeles la habían hecho". Esta es la imagen que hasta hoy se venera en el actual templo de Nuestra Señora de los Desamparados en Breña.
La imagen se mantuvo en la entonces Iglesia de San Pablo (hoy San Pedro) hasta que fue trasladada solemnemente a su templo el 17 de diciembre de 1660. Según la tradición, el día de su traslado el platero Diego Asencio recibió el favor de la Virgen de recobrar poco a poco la vista, por lo que en agradecimiento le labró un cetro de oro y brillantes.
En esta iglesia el Padre Del Castillo ejercía su apostolado con los desamparados de Lima, los esclavos negros a quienes dedicaba su tiempo para administrarles los sacramentos. Aquí también nació la práctica de la Meditación de las Siete Palabras de Cristo en la Cruz: en aquel entonces el Padre Del Castillo proponía la meditación de estas palabras el Viernes Santo ante la imagen de Santo Cristo de la Agonía, este ejercicio piadoso fue luego extendido por el Padre Alonso Messía.

### Primer templo (1669-1939)

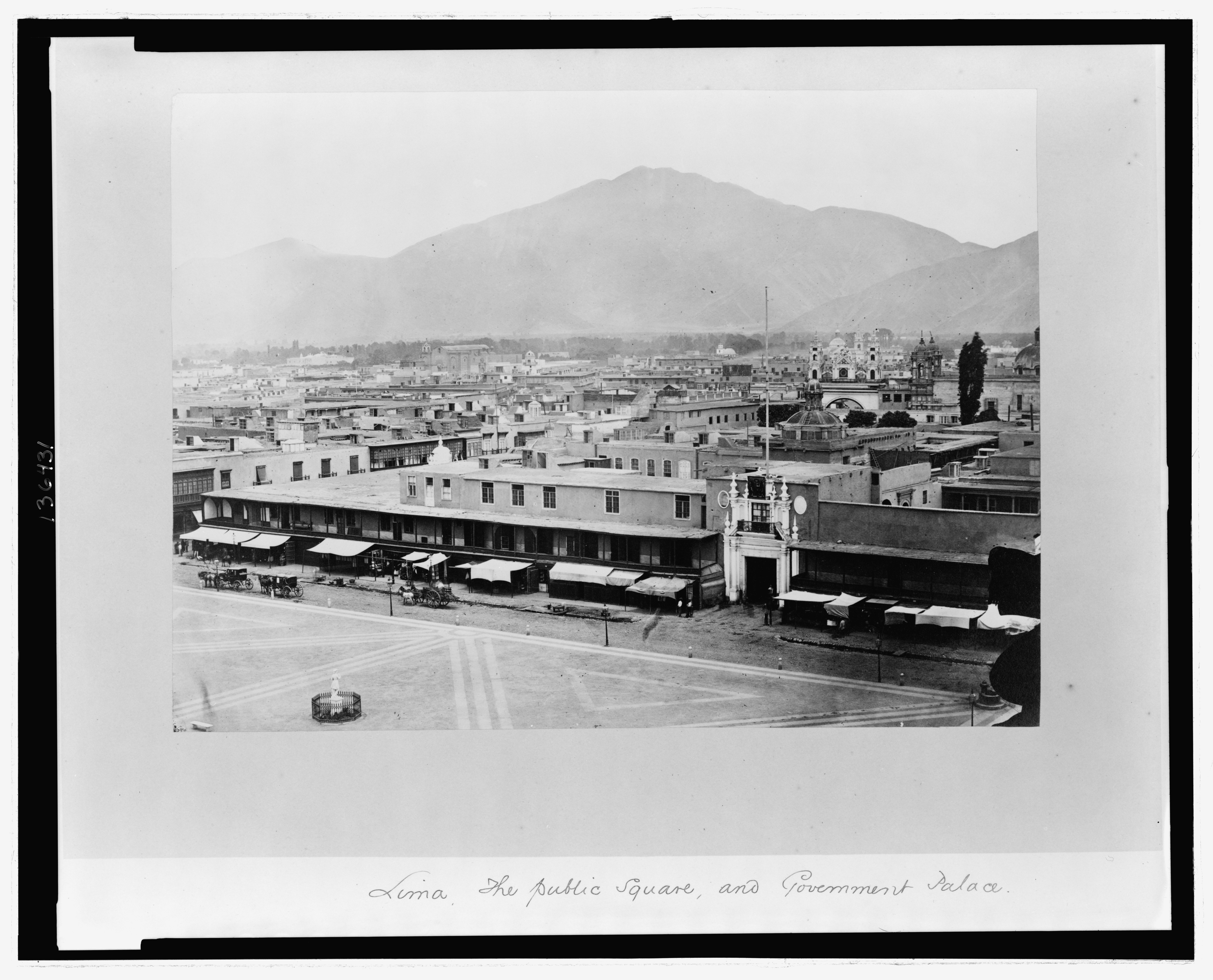
Vista del Palacio Virreinal de Lima, con la antigua Iglesia de Desamparados en segundo plano

Los jesuitas llegaron al Perú y decidieron fundar un templo en 1663. Un gran devoto de Nuestra Señora de los Desamparados fue don Pedro Fernández de Castro, X conde de Lemos, Virrey del Perú. Este virrey no era del agrado de la sociedad limeña, de quien cuentan sus biógrafos era un hombre muy piadoso; su confesor era el Padre Del Castillo, y se dice que barría el templo y hasta tocaba el órgano en las misas. Ante la necesidad de tener una iglesia más grande para acoger a los devotos, se inició la construcción de un nuevo templo en 1669, colocándose en la primera piedra un cofrecito con las imágenes de Nuestra Señora de los Desamparados y de San José, que sería el nombre que llevaría en adelante. Con la ayuda del Conde de Lemos (quien seleccionaba los materiales de construcción, visitaba diariamente la obra y hasta trabajaba como albañil) se inauguró el templo el 30 de enero de 1672. El Padre Del Castillo murió en Lima el 11 de abril de 1673 y su cuerpo está enterrado en la iglesia de San Pedro, junto a la cruz del Baratillo. Cabe mencionar también que, al morir el Conde de Lemos, pidió que colocaran su corazón al pie de la imagen de la Virgen de los Desamparados, costumbre de aquella época que quería significar el gran cariño que se profesaba a un determinado lugar.
El templo y sus alrededores fueron gravemente dañados en el siglo XIX por un terremoto por lo que fue necesario edificar uno nuevo que fue inaugurado el 9 de mayo de 1897. El exterior de la nueva estructura incluía una portada neoclásica de dos niveles, con un rosetón en el segundo cuerpo y rematada por un frontón. Así mismo, ambas torres fueron remodeladas en un esquema de cuatro niveles. Cada torre estaba dotada con un reloj en el tercer nivel, sirviendo el cuarto como campanario y estando adornado en su parte alta por balaustradas.

### Segundo Templo

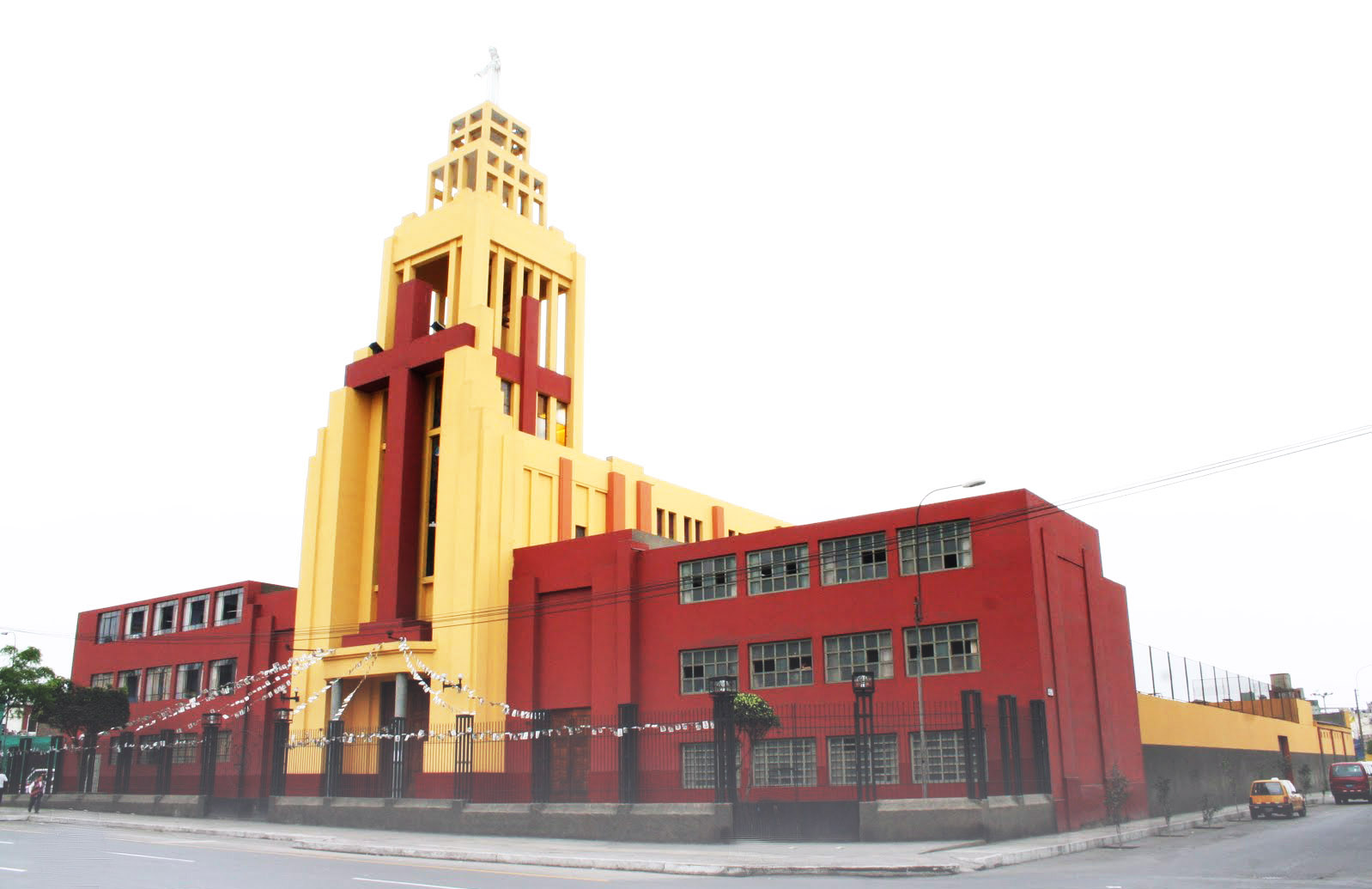
Iglesia Nuestra Señora de los Desamparados y San José.

Ante el deseo del gobierno peruano de ampliar los jardines del Palacio de Gobierno, se procedió a demoler el Templo y, en compensación, se construyó el actual templo que está en la cuadra 12 de la Av. Venezuela, colocándose la primera piedra el 16 de abril de 1940 e inaugurándose el 1 de enero de 1945.
Antes de la inauguración del templo la población de Chacra Colorada asistía a Misa en la capilla de la Sagrada Familia, que estaba ubicada en la esquina noroeste de los jirones Morona y Pariacoto. Esta capilla era dependiente de la Parroquia de Santo Toribio, de la Av. La Colmena, y atendida por la Comunidad Jesuita del Colegio de la Inmaculada. Se nombró al Padre José Vicente, como primer Párroco, procediendo a organizar la Parroquia, cuya jurisdicción llegaba entonces hasta los límites con el Callao. En 1952 se inauguró el Colegio Parroquial de Nuestra Señora de los Desamparados (hoy "San Francisco Javier").
Cobijo de la patrona de Chacas
En 1947, la iglesia cobijó durante casi un año a la Virgen de la Asunción, patrona de la ciudad ancashina de Chacas, esto se debió a que la imagen sagrada fue consumida por un incendio en su anda durante su fiesta patronal en 1946 y tuvo que ser trasladada a la capital para su restauración, luego de esto, el altar del templo fue adecuado para que la virgen venida desde los Andes permaneciera al costado de la Virgen de los Desamparados durante las misas que organizaron los residentes chacasinos en Lima los dos últimos meses antes de su partida en agosto de 1947.